# Lac de Tollense
Le lac de Tollense (en allemand : Tollensesee) est un lac d'origine glaciaire situé dans le Nord de l'Allemagne dans le Land de Mecklembourg-Poméranie-Occidentale au sud-ouest de la ville de Neubrandenburg. Sa superficie est de 17,4 km2. Il est traversé par la Tollense, mais comme affluent du lac, le Nonnenbach (de) est plus grand que le cours supérieur de la Tollense.

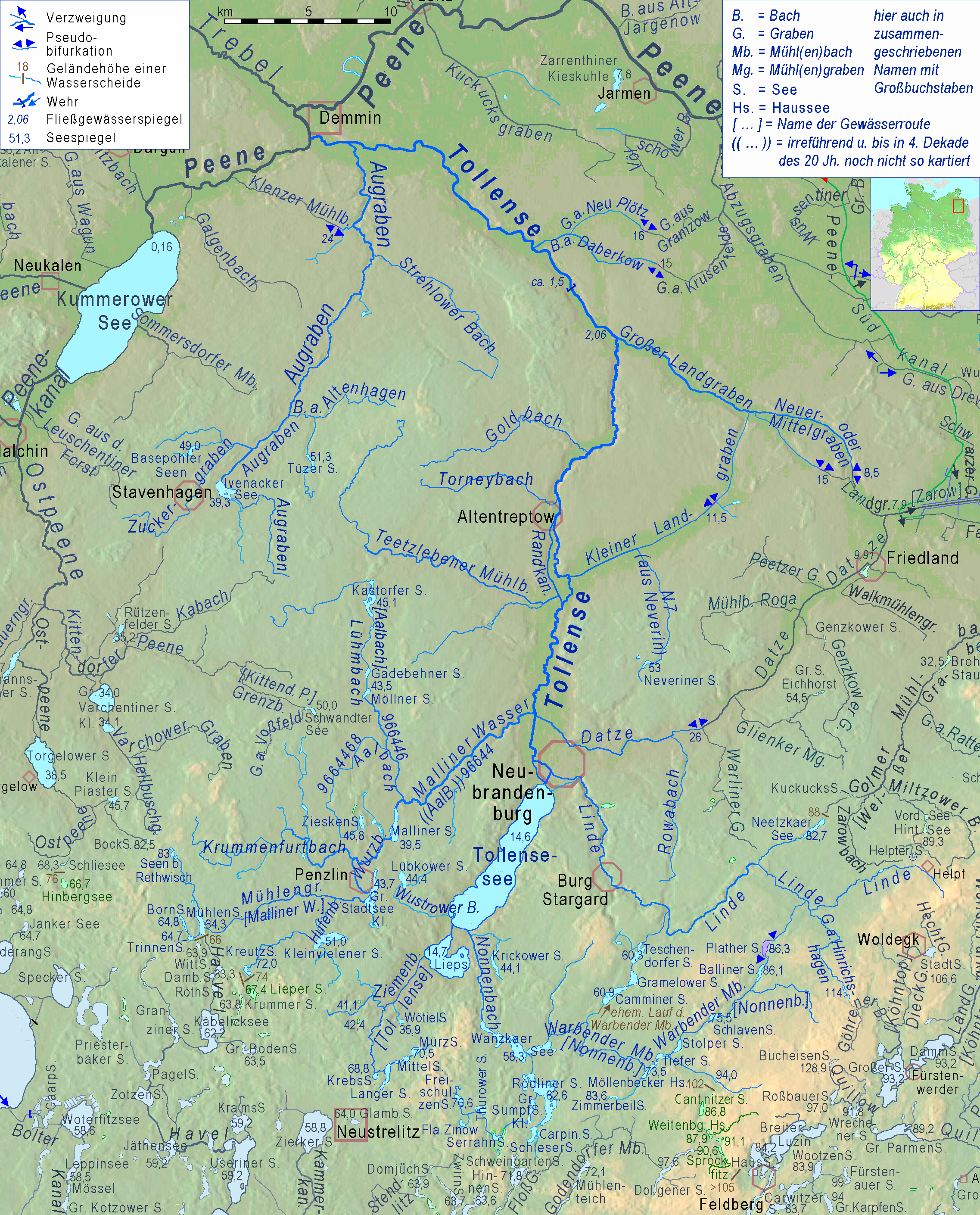
Le Tollensesee (voir centre inférieur) en cours de la Tollense